# The Silver Lining (film fra 1921)
The Silver Lining er en amerikansk stumfilm fra 1921 af Roland West.

## Medvirkende
- Coit Albertson som George Johnson
- Jewel Carmen
- Leslie Austin som Robert Ellington
- Virginia Valli som Evelyn Schofield
- Theodore Babcock som Eugene Narcom
- Marie Coverdale som Mrs. George Schofield
- Edwards Davis som George Schofield
- Dorothy Dickson